# Secusigiu
Secusigiu (en hongrois : Székesút, en allemand : Sekeschut) est une commune du județ d'Arad, Roumanie qui compte 5 509 habitants.
La commune est composée de 4 villages : Munar, Satu Mare, Sânpetru German et Secusigiu.

## Culture
D'après le recensement de 2011, la commune compte 5 509 habitants, en forte baisse par rapport au recensement de 2002 où elle en comptait 5 838.